# Nokia 6303 Classic
Nokia 6303 nebo Nokia 6303 Classic je lehký mobilní telefon vyráběný společností Nokia. Jedná se o inovaci telefonu Nokia 6300. K jeho výbavě patří 3megapixelový fotoaparát, videokamera, přehrávač hudby, podpora GPS navigace, rekordér. Nokia 6303 má zvláštně ergomovanou klávesnici vyvinutou pro pohodlnější psaní. Byl uveden na trh mezi lety 2008 a 2009. Kryt je vyroben z nerezové oceli, v nabídce jsou černá a stříbrná barva.

## Hlavní vlastnosti
| Vlastnosti              | Specifikace                                                                 |
| ----------------------- | --------------------------------------------------------------------------- |
| Platforma               | S40 6th Edition                                                             |
| GSM frekvence           | 850/900/1800/1900 MHz                                                       |
| GPRS                    | Ano, třída 32                                                               |
| EDGE                    | Ano, třída 32                                                               |
| WCDMA                   | Ne                                                                          |
| Hlavní displej          | 2,2", aktivní TFT, 240×320 pixelů, 16 mil. barev, Always on display         |
| Fotoaparát              | 3,2 megapixelu (2048×1536), 8x digitální zoom, autofocus, dvoudiodový blesk |
| Nahrávání videa         | Ano, maximální rozlišení: 640×480 pixelů                                    |
| Webový prohlížeč        | Ano                                                                         |
| Multimediální zprávy    | Ano                                                                         |
| Video hovory            | Ne                                                                          |
| Podpora Javy            | Ano                                                                         |
| Dostupná vnitřní paměť  | 64 MB                                                                       |
| Paměť RAM               | 32 MB                                                                       |
| Slot na paměťové karty  | Ano, microSDHC (až 16 GB)                                                   |
| Bluetooth               | 2.0                                                                         |
| Infračervený port       | Ne                                                                          |
| Podpora datového kabelu | Ano, micro USB                                                              |
| E-mail klient           | Ano                                                                         |
| Podpora formátů souborů | MP3, AAC, MP4, AAC+, enhanced AAC+, H.263, H.264                            |
| Baterie                 | BL-5CT, Li-Ion 1050 mAh                                                     |
| Pohotovostní režim      | 450 h                                                                       |
| Doba hovoru             | 420 minut                                                                   |
| Váha                    | 96 gramů                                                                    |
| Rozměry                 | 109 × 46 × 12 mm                                                            |
| Dostupnost              | V prodeji                                                                   |